# حسابداری الکترونیک
حسابداری الکترونیک (انگلیسی: E-accounting) حاصل به‌کارگیری روش‌های الکترونیک در انجام امور مالی و حسابداری است که در گذشته به صورت دستی انجام می‌شده‌است. امروزه نرم‌افزارهای زیادی در زمینه حسابداری وجود دارند. پیشرفت این نرم‌افزارها تا این حد بوده که کاربران بدون نیاز به داشتن دانش حسابداری، قادر به استفاده از این نرم‌افزارها و مدیریت امور مالی کسب و کار خود هستند.

## انواع
- نرم‌افزار حسابداری الکترونیک

این نرم‌افزارها، قابل نصب بر روی سیستم عامل‌های مختلف می‌باشند و امکان مدیریت مالی را به حسابداران می‌دهند. به‌کارگیری قابلیت‌های سیستم‌های کامپیوتری از جمله حافظه، قدرت پردازش و … موجب شده‌است تا استفاده از این نرم‌افزارها فرایند حسابداری را برای حسابداران ساده‌تر سازد.
- نرم‌افزار حسابداری تحت وب

یک نرم‌افزار حسابداری تحت وب، نسخه ای آنلاین از نرم‌افزارهای حسابداری می‌باشد. استفاده از این اپلیکیشن، کاربر را قادر می‌سازد تا از طریق بستر اینترنت به سیستم حسابداری خود دسترسی داشته باشد؛ بنابراین تنها پیش نیاز برای دسترسی به سیستم حسابداری، اتصال به اینترنت می‌باشد. با توجه به افزایش دسترسی به اینترنت در هر مکان و هر زمان، استفاده از نرم‌افزارهای حسابداری تحت وب روندی رو به رشد خواهد داشت. کاربران به راحتی می‌توانند از طریق هر دستگاه متصل به اینترنت، به سامانه حسابداری خود وارد شده و به کلیه اطلاعات مالی خود دسترسی داشته باشند.
- نرم‌افزار حسابداری متصل به فروشگاه اینترنتی
این دسته از نرم‌افزارهای حسابداری، به منظور تسهیل در مدیریت امور مالی و حسابداری فروشگاه‌های اینترنتی توسعه داده شده‌اند. ورود اطلاعات تراکنش‌های مالی فروشگاه اینترنتی در یک سیستم حسابداری مجزا به ویژه برای فروشگاه‌های اینترنتی متوسط و بزرگ، موجب اتلاف وقت و ایجاد ناهماهنگی بین سیستم فروشگاه و حسابداری می‌شود، یکی از راهکارهای مطرح برای کاهش این مشکلات، اتصال سیستم حسابداری به فروشگاه اینترنتی است. از آنجایی که این نوع سیستم نیز تحت وب می‌باشد، دسترسی به آن به راحتی و از طریق بستر اینترنت امکان‌پذیر است.

- مهم‌ترین مزایای نرم‌افزارهای حسابداری آنلاین

نرم‌افزارهای حسابداری ابری در سیستم شما نصب نمی‌شوند؛ بنابراین برای استفاده از آخرین نسخه نرم‌افزار هم نیازی نیست کاری را انجام دهید. کارفرما همیشه آخرین نسخه از نرم‌افزار را بر روی سرورها قرار میدهد. این، یکی از مزیت‌های حسابداری آنلاین است. اما دیگر مزایا را می‌توانید در زیر مشاهده کنید:
- همیشه در دسترس؛ با هر دستگاهی
- هزینه کمتر
- رفع مشکل کمبود فضا
- محیط کاربری ساده‌تر